# Чжан На
Чжан На (кит. 张娜, англ. Zhang Na; р. 19 апреля 1980, Тяньцзинь, Китай) — китайская волейболистка. Либеро. Чемпионка летних Олимпийских игр 2004 года.

## Биография
Волейболом Чжан На начала заниматься в 12-летнем возрасте в спортивной школе клуба «Тяньцзинь». С 1995 и до окончания спортивной карьеры в 2008 году выступала за команду «Тяньцзинь Бриджстоун», в составе которой 5 раз становилась чемпионкой Китая и трижды — чемпионкой Азии среди клубов. В 1998—1999 Чжан На играла за молодёжную сборную Китая, а с 2003 — за национальную команду страны.
В 2003 со своей сборной Чжан На стала победителем сразу на трёх турнирах — Гран-при, чемпионате Азии и Кубке мира, а в 2004 выиграла «золото» на афинской Олимпиаде. На протяжении своей карьеры в сборной Чжан На множество раз становилась чемпионкой и призёром различных официальных турниров и неоднократно признавалась лучшей по действиям в защите. После домашних Олимпийских игр 2008 года и победы в первом розыгрыше Кубка Азии Чжан На завершила игровую карьеру.

### Клубная карьера
- 1995—2008 —  «Тяньцзинь Бриджстоун».

## Достижения

### С клубами
- 5-кратная чемпионка Китая — 2003—2005, 2007, 2008;
  - серебряный (2006) и бронзовый (2002) призёр чемпионатов Китая.
- 3-кратная чемпионка Азии среди клубов — 2005, 2006, 2008

### Со сборными Китая
- Олимпийская чемпионка 2004;
  - бронзовый призёр Олимпийских игр 2008.
- победитель розыгрыша Кубка мира 2003.
- бронзовый призёр Всемирного Кубка чемпионов 2005.
- победитель Гран-при 2003;
  - серебряный (2007) и бронзовый (2005) призёр Гран-при.
- чемпионка Азиатских игр 2006.
- двукратная чемпионка Азии — 2003, 2005.
- победитель розыгрыша Кубка Азии 2008.
- чемпионка Азии среди молодёжных команд 1998.

### Индивидуальные
- 2003: лучшая на приёме чемпионата Азии.
- 2004: лучшая либеро Гран-при.
- 2004: лучшая в защите и на приёме олимпийского волейбольного турнира.
- 2005: лучшая либеро Гран-при.
- 2008: лучшая на приёме Кубка Азии.